# Staryna (obwód brzeski)
Staryna (biał. Старына; ros. Старина) – wieś na Białorusi, w obwodzie brzeskim, w rejonie stolińskim, w sielsowiecie Wielemicze.

## Warunki naturalne
Miejscowość jest położona na skraju dużego kompleksu leśno-bagiennego Błota Olmańskie, rozciągającego się na południe aż za granicę białorusko-ukraińską.

## Historia
W dwudziestoleciu międzywojennym leżała w Polsce, w województwie poleskim, w powiecie stolińskim. Po II wojnie światowej w granicach Związku Sowieckiego. Od 1991 w niepodległej Białorusi.